# Vibhajjavāda
Vibhajjavāda (Pāli; sânscrito: Vibhajyavāda; chinês tradicional: 分別說部; pinyin: fēnbiéshuō-bù), ou Ensino da Análise, era uma designação que especificava algumas tradições budistas iniciais que teriam pertencido a linhagem dos sthaviras (seniores), as quais promoviam a "análise" (vibhajya) como um método fundamental para o desenvolvimento da visão, os "vibhajjavadins" rejeitaram algumas doutrinas da escola sarvastivada durante o período do terceiro concílio budista (cerca de 250 a.C). Eles rejeitavam a afirmação desta escola de que os dhammas (fenômenos) existem no passado, no presente e no futuro. Desse modo, os vibhajjavadins (kasyapiyas) fizeram distinções entre os dhammas que existem e os que não existem, por isso foram denominados como "aqueles que fazem distinções" ou "analistas" (vibhajja-vadī). Essa corrente distincionista enfatizava a discriminação precisa de todos os fenômenos e de suas intrincadas e dinâmicas relações.
Em certo momento é defendido por alguns bhikkhus o conceito de que "os dhammas que existem se referem as ações passadas cujos resultados ainda não amadureceram, os dhammas que não existem se referem as ações passadas das quais as consequências já ocorreram e as coisas do futuro." Essa visão supostamente atribuída aos vibhajjavadins pode ser encontrada no Kathāvatthu, contudo ela é descrita como um dos pontos de vista em discussão, e não se refere a posição adotada pelos vibhajjavadins. Vasumitra concorda em atribuir essa doutrina a seita Kāśyapīya, que em alguns casos é considerada como uma das escolas vibhajjavadins (embora, segundo as fontes do Mahavamsa, e o comentário do Kathavatthu, os kaśyapīyas fossem dissidentes da escola Sarvastivada). De qualquer modo, essa doutrina não foi adotada pelos vibhajjavadins (mahāvihāravāsins). Em geral, as fontes do norte atribuíam diferentes pontos de vista aos vibhajjavadins para se referir as doutrinas que fossem especificamente opostas ou divergentes da ortodoxia sarvastivada, mas não com relação aos remotos mahaviharavasins do sul (cingaleses).
São notáveis as concepções distintas sobre a palavra "vibhajjavada". Em algumas fontes do norte, o termo é utilizado frequentemente para se referir a doutrinas divergentes do princípio exposto pela escola Sarvastivada sobre a existência tri-temporal dos fenômenos, esse é um dos casos em que a denominação "vibhajjavadin" é utilizada. As fontes do norte se referem ao termo "vibhajjavādin" para distinguir uma escola representada no norte, mas não pelos cingaleses remotos. Contudo, o ponto mais importante para esse propósito atual é que nem o Vijñānakāya (do Sarvāstivādin Devaśarman) e nem o Kathāvatthu (dos Mahāvihāravāsins) com seu comentário usam o termo "vibhajjavādin" em discussão sobre esta questão, ou seja, esse termo não tem nada a ver com os pontos de vista anteriormente citados. Mas não há motivos particulares para pensar que essas passagens se referem a uma escola claramente definida; de fato, tais visões podem ter sido realizadas por diferentes grupos ou indivíduos.
Nas fontes do sul (Pali), conforme as descrições do Kathāvatthu, a designação "vibhajjavadin" não tem nada a ver com o debate sobre a existência tri-temporal dos fenômenos. Embora seja claro que houve um debate e desentendimento sobre esta questão, não está claro que isso tenha atingido uma divisão sectária naquele momento. O Kathavatthu discute tão somente doutrinas heréticas que haviam naquele período durante o terceiro concílio e se abstém de se referir a pessoas ou a escolas específicas, assim como não assume quaisquer pontos de vista, nesse caso o termo "vibhajjavāda" não se refere as discussões sobre a existência tri-temporal dos fenômenos. O próprio Kathāvatthu não deixa claro se as discussões eram entre diferentes escolas ou simplesmente um debate em curso entre uma comunidade. Portanto, não há razão para pensar que ao se identificarem como "vibhajjavādins", os mahāvihāravāsins (do sul) pretendiam se distinguir dos sarvāstivādins em particular.
Tanto o Vijñānakāya (dos sarvastivadins) como o Katthavathu (dos mahaviharavasins) refutaram a doutrina da "puggala" (pessoa) da escola Puggalavada. Para os vibhajjavadins, os fenômenos não possuem uma "natureza intrínseca", ao invés disso eles analisavam a insubstancialidade e o caráter sobredeterminado dos fenômenos.[carece de fontes?] Em outras palavras, eles acreditavam que todos os fenômenos surgem devido a causas e condições. Diversos pontos de vista heréticos foram analisados por Moggaliputta Tissa Thera que presidiu o terceiro concílio convocado pelo imperador mauria Asoka, por volta de 250 a.C, na cidade de Pataliputra (a moderna Patna) e podem ser encontrados no Kathavatthu ("Pontos de Controvérsia"), contido na quinta seção do Abhidharma Pitaka, o terceiro cesto do Canône Pali.

## Nomenclatura e Etimologia
A palavra "vibhajya-vāda" vem do sânscrito (onde vibhajya significa: "dividir", "distinguir" ou "analisar" + vāda: "doutrina" ou "ensinamentos").
Os vibhajyavādins não são registrados uniformemente pelas antigas tradições budistas como sendo uma seita distinta, nem são associados a algum período de tempo. Não há um consenso entre os estudiosos sobre se os vibhajjavadins eram adeptos de alguma seita ou faziam parte de um agrupamento de seitas durante aquela época, mas não há nenhuma referência  a respeito de uma escola "Vibhajjavada" descrito no Kathavatthu. Segundo Andrew Skilton, a análise dos fenômenos (skt. dharmas) era a ênfase e preocupação doutrinária principal dos vibhajyavādins.

## Terceiro Concílio Budista [Pataliputra II] (250 a.C)
De acordo com a tradição Theravada, por volta de 250 a.C, em Pataliputra (a moderna Patna) foi convocado o terceiro concílio budista presidido por Moggaliputta Tissa Thera e patrocinado pelo imperador mauria Asoka. A razão tradicional para a realização deste concílio foi para livrar a sangha da corrupção e dos falsos monges que detinham pontos de vista heréticos.
À vista disso haviam certos monges que adotavam alguns pontos de vista contraditórios, essas doutrinas permaneceram como parte de algumas escolas budistas que se desenvolveram após o terceiro concílio. Este concílio é reconhecido tanto por fontes mahayana como theravada, embora sua importância seja significativa apenas para este último. As questões que seriam tratadas durante o concílio eram de natureza doutrinária, o que resultou na compilação do Kathavatthu (Pontos de Controvérsia) pelo venerável Mogaliputta Tissa para refutar uma série de heresias e garantir que o Dhamma fosse mantido "puro".
O imperador Asoka teria perguntado aos monges suspeitos o que o Buda havia ensinado e estes responderam com pontos de vista sobre o eternismo e entre outras ideias que são rechaçadas no Brahmajala Sutta. Posteriormente, ele fez a mesma pergunta aos monges virtuosos e eles responderam que o Buda era um "analista" ou um "professor discriminador" (vibhajjavādin), essa resposta foi confirmada por Mogaliputta Tissa. Esse termo é usado em vários sentidos, e não está claro exatamente o que isso significou naquele contexto. Tradicionalmente, no entanto, os theravadins do Sri Lanka e outras escolas continentais do Budismo Antigo identificaram-se como Vibhajjavada.
Algumas doutrinas que não foram incluídas entre os vibhajjavadins (mahaviharavasins) foram adotadas pelos mahāsāṃghikas, pelos sammitīyas (remanescente da escola Puggalavāda) e pelos sarvastivadins que foram considerados como possuindo "visões equivocadas", conforme os pontos de vista descritos na seção do Kathavatthu (do Abhidharma Pitaka "Theravada"). A doutrina atribuída aos kasyapiyas também foi discutida no Kv 1.8 como um dos pontos de vista que não foram adotados pelos vibhajjavadins do Sri Lanka (mahaviharavasins).

## Visões Sectárias

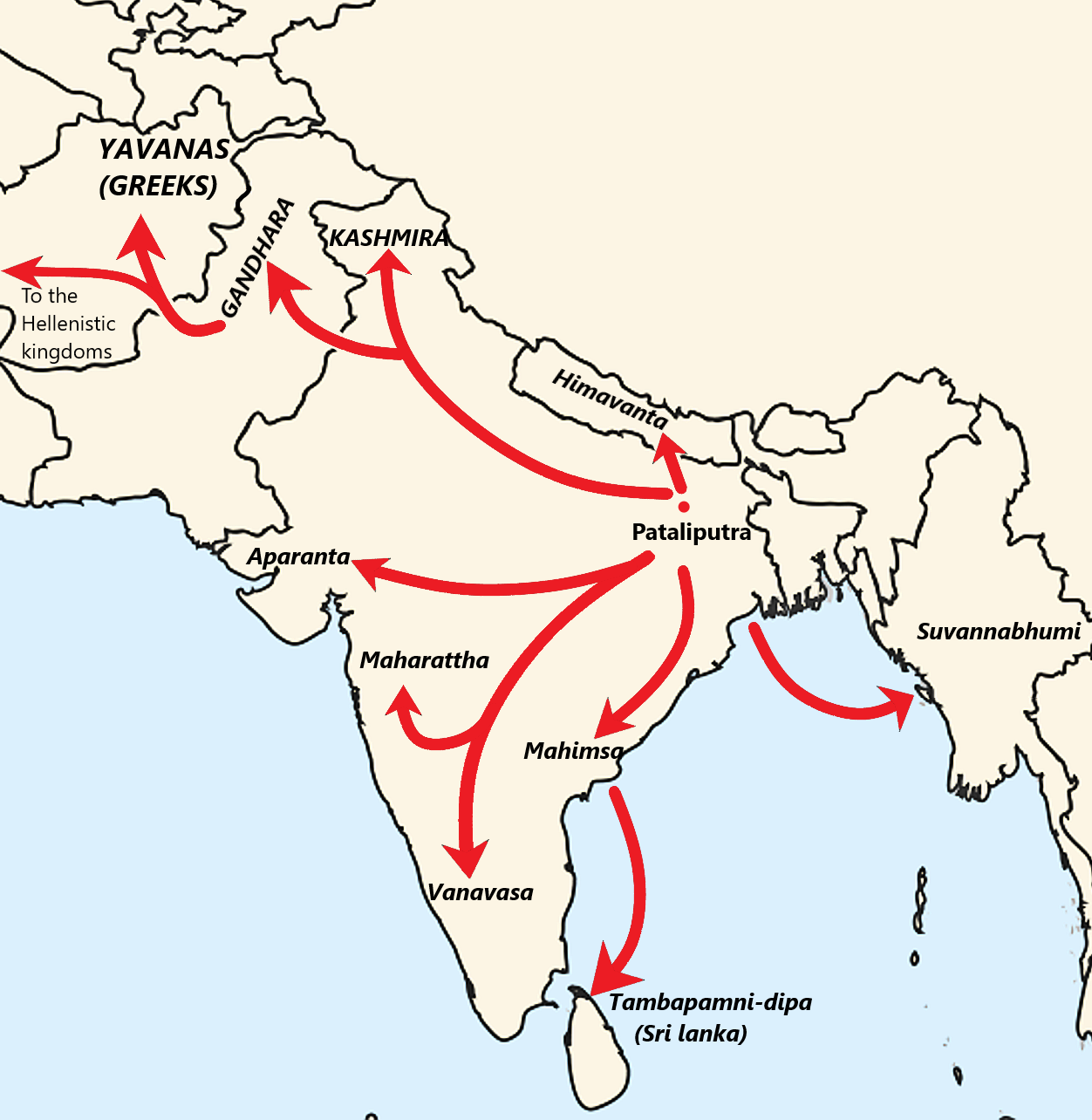
Proselitismo budista no período do reinado de Asoka (260-218 a.C).

Os mahāsāṃghikas e os sammitīyas acreditavam de modos diferentes a respeito de como surgiram os vibhajjavadins. Segundo os mahāsāṃghikas, os vibhajjavadins emergiram a partir do cisma radical do budismo que deu origem aos sthaviras, aos mahāsāṃghikas e aos vibhajyavādins, Para os sammitīyas, os vibhajjavadins se desenvolveram a partir da escola Sarvastivada.
O Abhidharma Mahāvibhāṣa Śāstra da escola sarvastivada descreve os vibhajjavadins como sendo o tipo de hereges que "fazem objeções, que defendem doutrinas prejudiciais e atacam aqueles que seguem o Dhamma autêntico."
O termo "vibhajyavādins"  significa "aqueles que fazem distinções", algumas das escolas iniciais do budismo são referidas como sendo "vibhajjavada", tais como: Kāśyapīya, Mahīśāsaka, Dharmaguptaka e Tamraparniya (linhagem do Sri Lanka); acredita-se que essas escolas evoluíram a partir do expansionismo do ensino "vibhajjavada" após o terceiro concílio budista. Durante o reinado de Asoka, vários emissários foram convocados a espalhar o budismo para outras regiões da Ásia e do Oriente. 
As doutrinas dos vibhajjavadins são semelhantes com as das escolas mahāsāṃghika, sammitīya e sarvastivada. Os autores Bhavya e Vinītadeva descreveram os vibhajjavadins como um ramo da escola Sarvastivada, por outro lado o comentário chinês Vijñaptimātratā-Siddhi identifica-os com a escola Prajñaptivada (Mahāsāṃghika). Os estudiosos concordam que eles emergiram a partir da cisão com a escola Sarvastivada que ocorreu por volta do século III a.C., provavelmente devido ao terceiro concílio budista (ver Concílios budistas), os ensinamentos dos vibhajjavadins se assemelham com o que se constituiu como a tradição Theravada.
O monastério Mahavihara (Grande Mosteiro) fundado em Anuradhapura (Sri Lanka), durante o reinado de Devanampiya Tissa no terceiro século antes de Cristo, por ocasião da missão convocada pelo imperador Asoka para expandir o budismo, foi considerado um dos principais centros da tradição Theravada no Sri Lanka, os "mahaviharavasins" também eram conhecidos por serem vibhajyavādins ou seguidores do "Ensino da Análise", conforme encontrado no último verso do terceiro capítulo do Cullavagga (Vinaya Pitaka), intitulado Samuccayakkhandhaka; e no comentário sobre Tikapaṭṭhāna e no Dipavamsa XVIII, 41, 44. Alguns, no entanto, questionam a noção de que a expressão "vibhajjavada" foi utilizada, nesse caso, como uma alternativa à teoria Sarvāstivāda da existência tri-temporal dos fenômenos.
As fontes mahaviharavasins não utilizam o termo vibhajjavada para especificar uma doutrina diametralmente oposta a sarvastivada. Em outras palavras, não há razão para pensar que ao usarem o termo vibhajjavādin, os mahāvihāravāsins pretendiam se distinguir dos sarvāstivādins em particular.
O Mahavihara foi um local de refúgio para alguns comentadores históricos que tiveram influência marcante na construção da moderna tradição "Theravada", como Buddhaghosa (4º a 5º século d.C) que escreveu comentários sobre o Tripitaka e textos conhecidos como o Visuddhimagga.  Nas crônicas budistas, não há distinção entre Theravada e "Vibhajjavada" ("Escola" do Discurso Analítico), mas "theravada" provavelmente é um termo geral que significa apenas "autêntica doutrina". O termo "Thera" (em Pali) equivale a "Sthavira" (em sânscrito), por essa e outras razões a escola Theravada reivindica a continuidade doutrinal da linhagem Sthavira.

## Acepções acerca do termo nos Suttas em Pali
É possível que o termo vibhajjavādo tenha sido utilizado pelo Buda, o mesmo ocorre nos seguintes suttas MN 99 e AN X.94, embora esse termo não seja empregado no sentido de uma escola específica: "Eu sou aquele que fala depois de fazer uma análise (vibhajja-vādī)." (MN 99.4) "O Abençoado critica o que merece ser criticado e elogia o que merece ser elogiado. Criticando aquilo que merece ser criticado e elogiando o que merece ser elogiado o Abençoado fala depois de fazer uma análise (vibhajja-vādī); ele não fala de um modo unilateral." (AN X.94)
Em outros suttas, tais como no Samyutta Nikaya XII.51, o Buda exorta aos bhikkhus sobre a importância de exercer uma investigação minuciosa sobre os fenômenos: "Aqui, bhikkhus, ao fazer uma investigação profunda, um bhikkhu investiga assim: 'Os muitos e variados tipos de sofrimento que surgem no mundo [encabeçados pelo] envelhecimento e morte: qual é a fonte desse sofrimento, qual é a sua origem, do que ele nasce e é produzido? O que existindo faz com que o envelhecimento e morte surjam? O que não existindo faz com que o envelhecimento e morte não surjam?'" (SN XII.51)
O chefe de família Upali era seguidor de Nigantha Nataputta (Mahavira) e havia sido convocado pelo seu mestre para refutar a doutrina do Buda e convertê-lo, mas depois de conversar com o Buda o chefe de família ficou tão impressionado que decidiu tornar-se um seguidor dele. "Investigue a fundo, chefe de família. É bom que pessoas tão bem conhecidas como você investiguem a fundo." "Venerável senhor, eu estou ainda mais satisfeito e contente com o Abençoado por me dizer isso. Pois outros líderes de seitas, ao me obterem como seu discípulo, conduziriam uma bandeira por toda Nalanda anunciando: 'O chefe de família Upali se tornou meu discípulo.' Mas, ao contrário, o Abençoado me diz: 'Investigue a fundo, chefe de família. É bom que pessoas tão bem conhecidas como você investiguem a fundo.' Então pela segunda vez, venerável senhor, eu busco refúgio no Abençoado, no Dhamma e na Sangha dos bhikkhus. Que o Abençoado me aceite como discípulo leigo que nele buscou refúgio para o resto da sua vida." (MN 56.16)
O Kalama Sutta descreve a importância de analisar os fenômenos antes de aceitar qualquer ponto de vista. "Claro que vocês estão confusos Kalamas. Claro que vocês têm dúvidas. Porque a dúvida surge com relação a qualquer assunto que cause a perplexidade." "Então como eu disse, Kalamas: 'Não se deixem levar pelos relatos, pelas tradições, pelos rumores, por aquilo que está nas escrituras, pela razão, pela inferência, pela analogia, pela competência (ou confiabilidade) de alguém, por respeito por alguém, ou pelo pensamento, "Este contemplativo é o nosso mestre." Quando vocês souberem por vocês mesmos que, "Essas qualidades são inábeis; essas qualidades são culpáveis; essas qualidades são criticáveis pelos sábios; essas qualidades quando postas em prática conduzem ao mal e ao sofrimento" - então vocês devem abandoná-las.'" (AN III.65)
Segundo Bhikkhu Bodhi, a interpretação com base em um único trecho mencionado fora de seu contexto pode ocasionar em um falso entendimento dos ensinamentos budistas, de modo equivocado o Buda é convertido num "empirista pragmático" que descarta toda doutrina e fé e cujo Dhamma é uma simples ferramenta para atingir a verdade dos livres pensadores, convidando cada um a aceitar e rejeitar qualquer coisa que queira. Por outro lado, o que o texto sugere é que não se deve acreditar em algo somente porque é relatado, faz parte da cultura, da tradição ou está nas escrituras. Isso significa que se deve dar importância significativa a investigação dos fenômenos.

## O que dizem os estudiosos?
Alguns estudiosos acreditam que não havia uma escola de budismo chamada "vibhajjavada", mas alguns pesquisadores acreditam que o termo as vezes era afixado ao nome de uma escola para indicar que esta divergia da escola principal no que diz respeito a algumas doutrinas; nesse caso os adeptos seriam vibhajjavadins dessa escola principal. Acredita-se que os theravadins do Sri-Lanka seriam sthavira-vibhajjavadins ou, simplesmente, vibhajjavadins; divergindo em alguns pontos da linhagem principal Sthavira em suas interpretações doutrinárias (embora não seja mencionada qualquer escola "Vibhajjavada" no Kathavatthu, do Abhiddhamma Pitaka (Theravada)).
O Prajñaptivada, ramo da escola Mahasamghika, uma das primeiras escolas da Índia Antiga, também era conhecido pelo nome Bahuśrutīya-Vibhajyavādins (cujos membros preferiam assim ser chamados).